# Elmira Shahtakhtinskaya
Elmira Habibulla gizi Shahtakhtinskaya (en azerí: Elmira Həbibulla qızı Şahtaxtinskaya; Bakú, 25 de octubre de 1930 – Moscú, 13 de octubre de 1996) fue una artista gráfica de Azerbaiyán, nombrada artista del Pueblo de la RSS de Azerbaiyán.

## Biografía
Elmira Shahtakhtinskaya nació el 25 de octubre de 1930 en Bakú. En 1946-1954 estudió en el Colegio Estatal de Arte en nombre de Azim Azimzadeh. En 1951-1956 continuó su educación en la Academia rusa de artes. Las obras de artista se expuso en las exposiciones de Moscú en 1957 y de Kaunas en 1967. Entre las obras famosas de artista se puede destacar los retratos de Nasir al-Din al-Tusi, Mahsati Ganjavi, İmadaddin Nasimi, Fuzûlî, Ayami Najichevani, Uzeyir Hajibeyov, Husein Yavid, Samad Vurgun, Sattar Bahlulzade, Qara Qarayev, Fikret Amirov, etc.
Elmira Shahtakhtinskaya murió el 13 de octubre de 1996 en Moscú y fue enterrada en el Segundo Callejón de Honor.

## Premios y títulos
- Orden de la Insignia de Honor
- Artista de Honor de la RSS de Azerbaiyán (1963)
- Artista del Pueblo de la RSS de Azerbaiyán (1977)